# وادي جن جن
جنجن ( جن جن ): هو وادي من أهم وديان الجزائر ، كل جريانه في إقليم ولاية جيجل. يوجد عليه سد إيراقن لتوليد الطاقة الكهربائية من قوة تدفق المياه. يصب في البحر إلى الشرق من مدينة جيجل. حيث ميناء جن جن أكبر موانئ الجزائر.

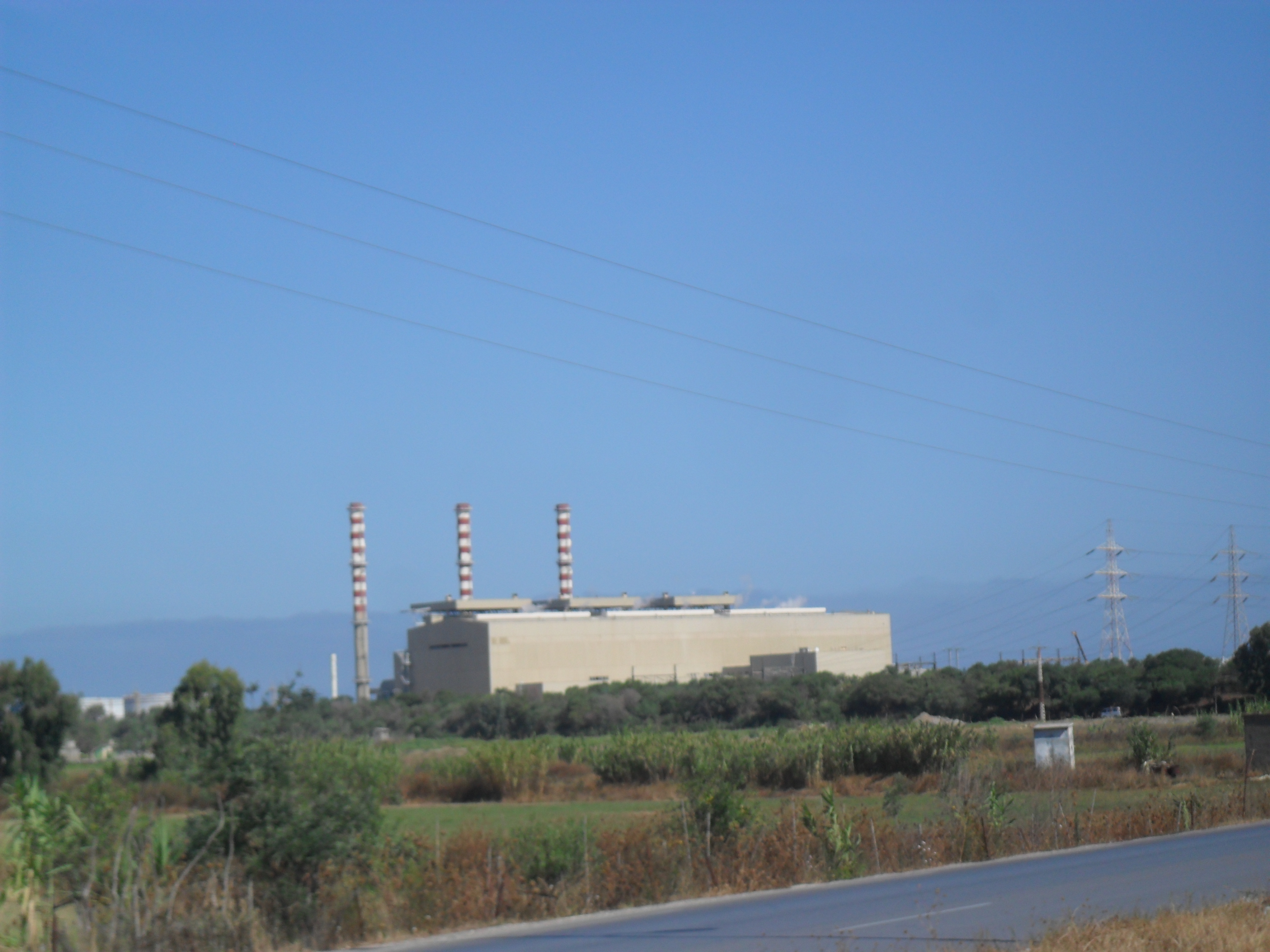
bbb

## سد إيراقن
سد إيراقن هو سد على أعالي واد جنجن بإقليم ولاية جيجل بالجزائر، و هو مخصص لتوليد الطاقة الكهربائية.